# Cantó de Clermont-en-Argonne
El cantó de Clermont-en-Argonne és un cantó francès del departament del Mosa, situat al districte de Verdun. Té 14 municipis i el cap és Clermont-en-Argonne.

## Municipis
- Aubréville
- Brabant-en-Argonne
- Brocourt-en-Argonne
- Le Claon
- Clermont-en-Argonne
- Dombasle-en-Argonne
- Froidos
- Futeau
- Les Islettes
- Jouy-en-Argonne
- Le Neufour
- Neuvilly-en-Argonne
- Rarécourt
- Récicourt

## Història
| Data d'elecció                           | Identitat           | Partit                                  | Qualitat |
| ---------------------------------------- | ------------------- | --------------------------------------- | -------- |
| 1945-1958                                | M. Marchand         | Divers droite, després MPR              |          |
| 1958-1994                                | Michel Rufin        | Divers droite, després UDR, després RPR |          |
| 1994-2008                                | Bernard Villefayot  | Divers droite                           |          |
| 2008-                                    | Christian Ponsignon | PS                                      |          |
| les dades anteriors no són pas conegudes |                     |                                         |          |
|                                          |                     |                                         |          |

## Demografia
| A partir de 1990: Població sense dobles comptes |